# Bayfront Bridge

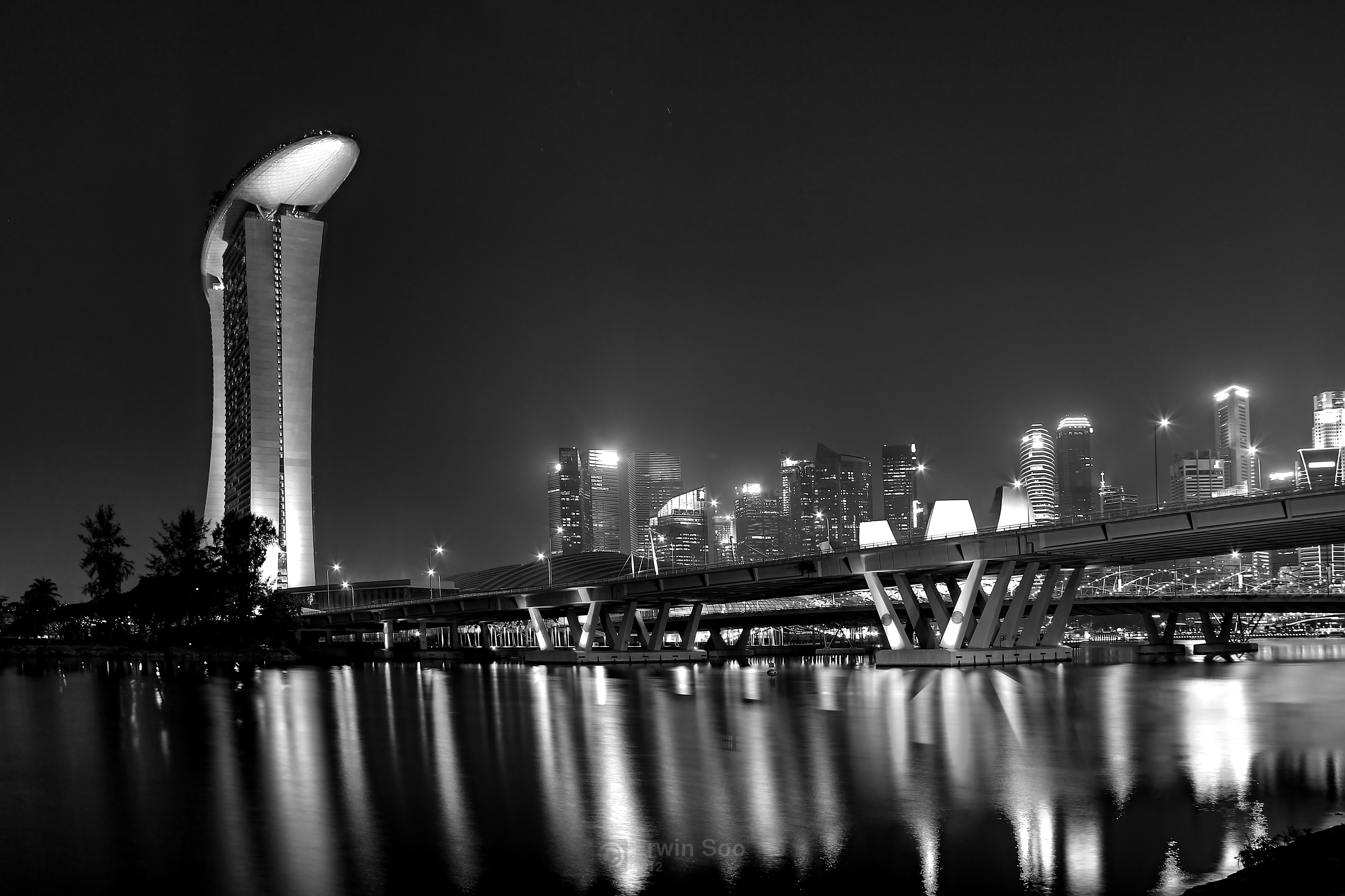
Bayfront Brücke (2012)

Die Bayfront Bridge ist eine Straßenbrücke in Singapur. Sie überquert den Marina Channel, der sich kurz nach der Mündung des Singapore River in die Marina Bay  an der Grenze der Planungsgebiete Downtown Core und Marina East befindet. Sie verläuft zwischen den Brücken Helix Bridge und Benjamin Sheares Bridge in ihrer unmittelbarer Nachbarschaft. Die Brücke, über welche die Bayfront Avenue verläuft, wurde 2010 erbaut.
Abmessungen:
- zweiteilige Brücke mit je drei Spuren auf beiden Seiten
- Gesamtbreite 38,6 m (auf einem 19,8 m breiten dreizelligen Hohlkastenträger)
- Gesamtlänge 303 m